# Densitometría

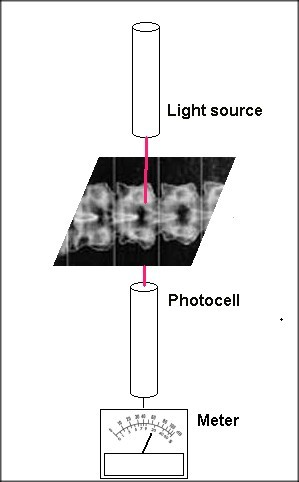
Esquema explicativo de la densitometría ósea vertebral

La densitometría es una técnica por la que se puede determinar la densidad de una sustancia, de un cuerpo o incluso de partes del cuerpo humano, como ocurre en la densitometría ósea. El procedimiento más habitual se basa en la proporción de luz que deja pasar y retiene una determinada masa. En la técnica de biología molecular llamada Western blot, la densitometría se utiliza para cuantificar la cantidad de proteína que se encuentra en una determinada banda. Para este caso en particular existen algunos programas de cómputo que pueden realizar la tarea, sobre todo el Scion Image y el Image J.